# Antonio Giménez-Rico
Antonio Giménez-Rico (Burgos, Castella i Lleó, 20 de novembre de 1938 - Madrid, 12 de febrer de 2021) fou un director de cinema i guionista espanyol.

## Biografia
Llicenciat en Dret per la Universitat de Valladolid, posseeix també estudis de periodisme i piano. Crític cinematogràfic en la revista Cinestudio. Va ser ajudant de direcció de Vittorio Cottafavi i Eugenio Martín en 1963, entre d'altres, abans de rodar la seva primera pel·lícula, Mañana de Domingo, el 1966,a les que seguiren El hueso (1968) i El cronicón (1969). El fracàs d' ¿Es usted mi padre? (1970), el va empentar cap a la televisió. Ha realitzat també diversos documentals i sèries de televisió com Plinio (i algún capítol de Cuentos y leyendas, Crónicas de un pueblo o Página de sucesos). El 1976 tornà al cinema i estrenà Retrato de familia, considerada el seu millor treball. Continuà en el cinema i el seu principal èxit l'assolí amb Jarrapellejos, amb la que va participar en el 38è Festival Internacional de Cinema de Berlín. En 1999 fou membre del jurat en el 21è Festival Internacional de Cinema de Moscou.
Ha estat president de la Acadèmia de les Arts i les Ciències Cinematogràfiques d'Espanya (1988-1992) i col·laborador dels programes de José Luis Garci ¡Qué grande es el cine! (1995-2005) y Cine en blanco y negro (2009-). El seu últim projecte cinematogràfic va ser Conspiración en la catedral, una adaptació per la pantalla gran de la novel·la Inquietud en el Paraíso de l'escriptor burgalès Óscar Esquivias, que finalment no es va poder rodar degut a la crisi i a motius polítics:
| « | «Anava a fer-la TVE però un bon dia em va dir el seu llavors president per a dir-me que com era un projecte que tractava de la Guerra Civil, encara que de manera tangencial, ell no era partidari de tornar a tocar aquest tema. Literalment em va dir: ‘Estic de la Memòria Històrica fins als collons'.» | » |

## Premis i reconeixements
Premi Castella i Lleó de les Arts en 1996.
En 2014 va ser nomenat acadèmic honorari de l'Academia Burgense de Historia y Bellas Artes (Institución Fernán González).
En 2018 la Seminci de Valladolid li va concedir l'Espiga d'Honor, en reconeixement de la seva carrera cinematogràfica.

## Filmografia com a director
- Mañana de domingo (1966)
- El hueso (1967)
- El cronicón (1970). Guió escrit en col·laboració amb José Luis Garci
- ¿Es usted mi padre? (1971)
- Retrato de familia (1976). Basada en la novel·la Mi idolatrado hijo Sisí de Miguel Delibes
- Del amor y de la muerte (1977)
- Al fin solos, pero... (1977)
- Vestida de azul (1983)
- El disputado voto del señor Cayo (1986). Basada en la novel·La de Miguel Delibes
- Jarrapellejos (1987). Basada en la novel·La de Felipe Trigo
- Soldadito español (1988). Guió escrit en col·laboració amb Rafael Azcona
- Catorce estaciones (1991)
- Tres palabras (1993)
- Sombras y luces: Cien años de cine español (1996). Documental
- Las ratas (1997). Basada en la novel·la de Miguel Delibes
- Primer y último amor (2002). Basada en la novel·la de Torcuato Luca de Tena
- Hotel Danubio (2003). Remake de Los peces rojos (1955), de José Antonio Nieves Conde
- El libro de las aguas (2008). Basada en la novel·la homònima d'Alejandro López Andrada

### Guió
- Días de viejo color (1967, dirigida per Pedro Olea)